# Sepolia
Sepolia (en griego: Σεπόλια; pronunciado /seˈpo.ʎa/) es un barrio de Atenas (Grecia). Sepolia debe su nombre a la expresión griega esopolis (έσω πόλις), que significa «dentro de la ciudad». Hasta la última parte del siglo xix, Sepolia era un asentamiento remoto situado a unos pocos kilómetros de distancia de Atenas. En esa época, los censos griegos no incluían a Sepolia como parte de Atenas. En el censo de 1879, por ejemplo, registró una población de 278 habitantes. Durante las décadas posteriores, Sepolia se unió a Atenas como consecuencia del crecimiento exponencial de su población.

## Personas célebres

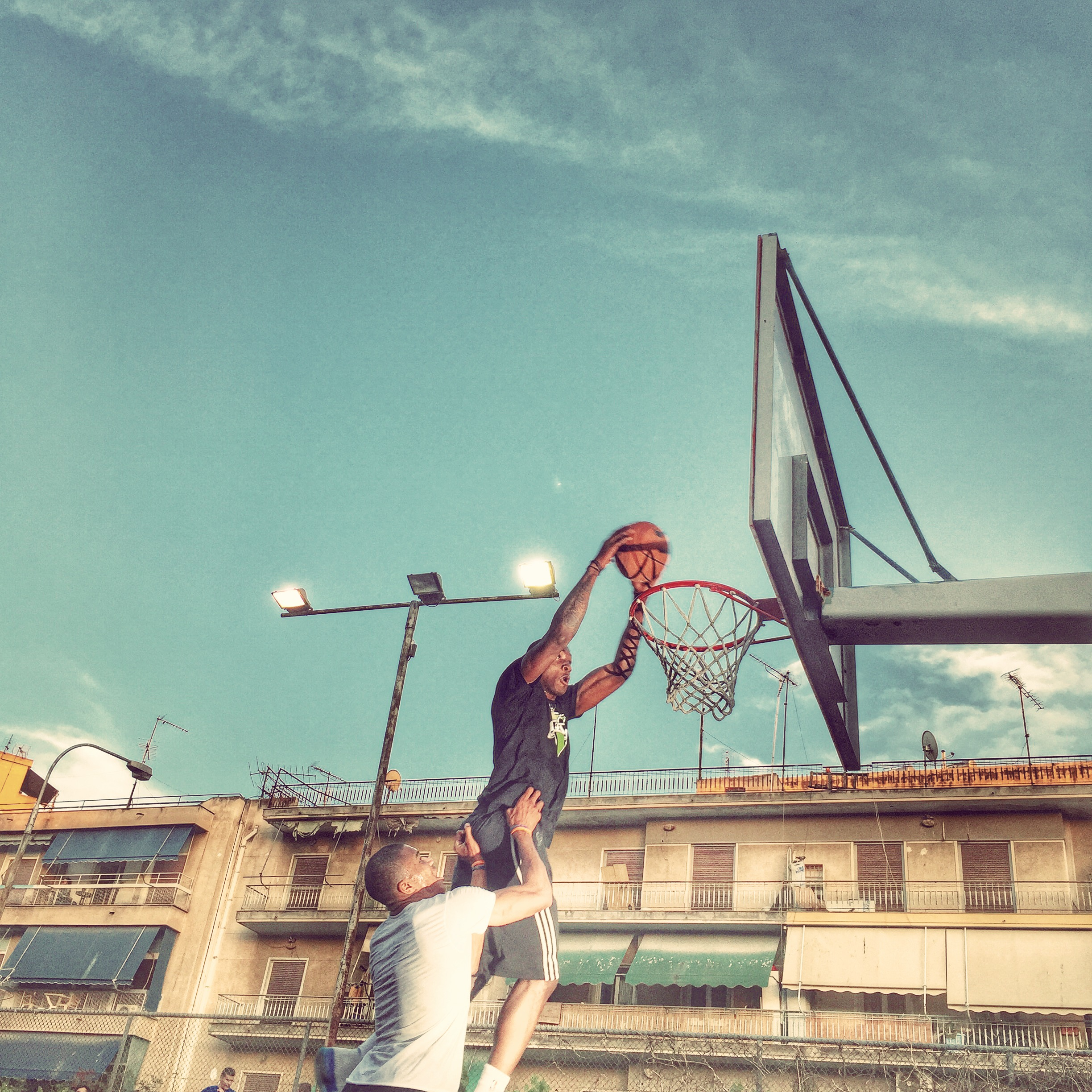
Giannis Antetokounmpo y Thanasis Antetokounmpo jugando al baloncesto en una cancha de Sepolia en 2015.

- Giannis Antetokounmpo (1994-), jugador profesional de baloncesto, MVP de la Temporada de la NBA en las temporadas 2018-19 y 2019-20, y campeón de la NBA y MVP de las Finales en la temporada 2020-21.
- Kostas Antetokounmpo (1997-), jugador profesional de baloncesto y campeón de la NBA en la temporada 2019-20.
- Thanasis Antetokounmpo (1992-), jugador profesional de baloncesto y campeón de la NBA en la temporada 2020-21.
- Alex Antetokounmpo (2001-), jugador profesional de baloncesto.
- Argyris Chionis (1943-2011), poeta.

## Transporte
La estación de Sepolia de la Línea 2 del Metro de Atenas está situada en el barrio. En el pasado, la zona también estaba servida por la estación suburbana de Thymarakia y por el tranvía 8 en Agios Meletis.